# 黄鑫 (1987年)
黄鑫（1987年3月—），湖南隆回人，汉族，中国共产党党员。中华人民共和国政治人物、第十三届全国人民代表大会解放军和武警部队代表。

## 生平
2018年，黄鑫被选为解放军和武警部队出席第十三届全国人民代表大会代表。
2019年信息显示，黄鑫任南部战区某旅特种作战一连连长。